# رجل أخضر

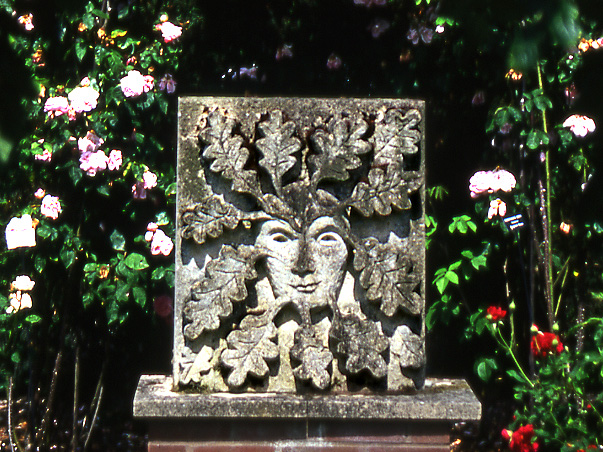
الرجل الأخضر منحوت في حديقة

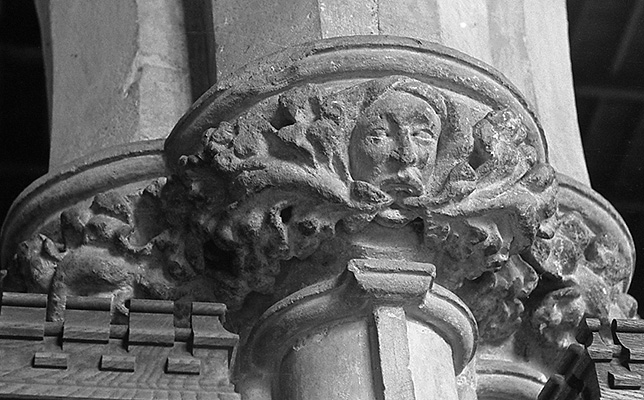
الرجل الأخضر منحوت على عمود

الرجل الأخضر هو نحت رسم أو تمثال لوجه محاطة أو مصنوعة من أوراق.
فروع الأشجار ربما تخرج من أنف فم، أو أي أجزاء أخرى من الوجه ومن الممكن لهذه الفروع أن تزهر أو تحمل ثماراً.
تستخدم بشكل كبير كنوع من الزينة المعمارية وغالباً مايوجد الرجل الأخضر في الكنائس أو الأبنية الأخرى.
هناك العديد من الأشكال للرجل الأخضر في العديد من حضارات العالم، وغالباً مايرمز لعودة الحياة أو الإحياء ممثلاً بذلك دورة النمو في كل ربيع. يقول البعض أن أسطورة الرجل الأخضر تتطورت بشكل منفصل في الحضارات المختلفة ولهذا فإن لها معانِ مختلفة في التاريخ.